# Samuil Solmonowitsch Poljakow

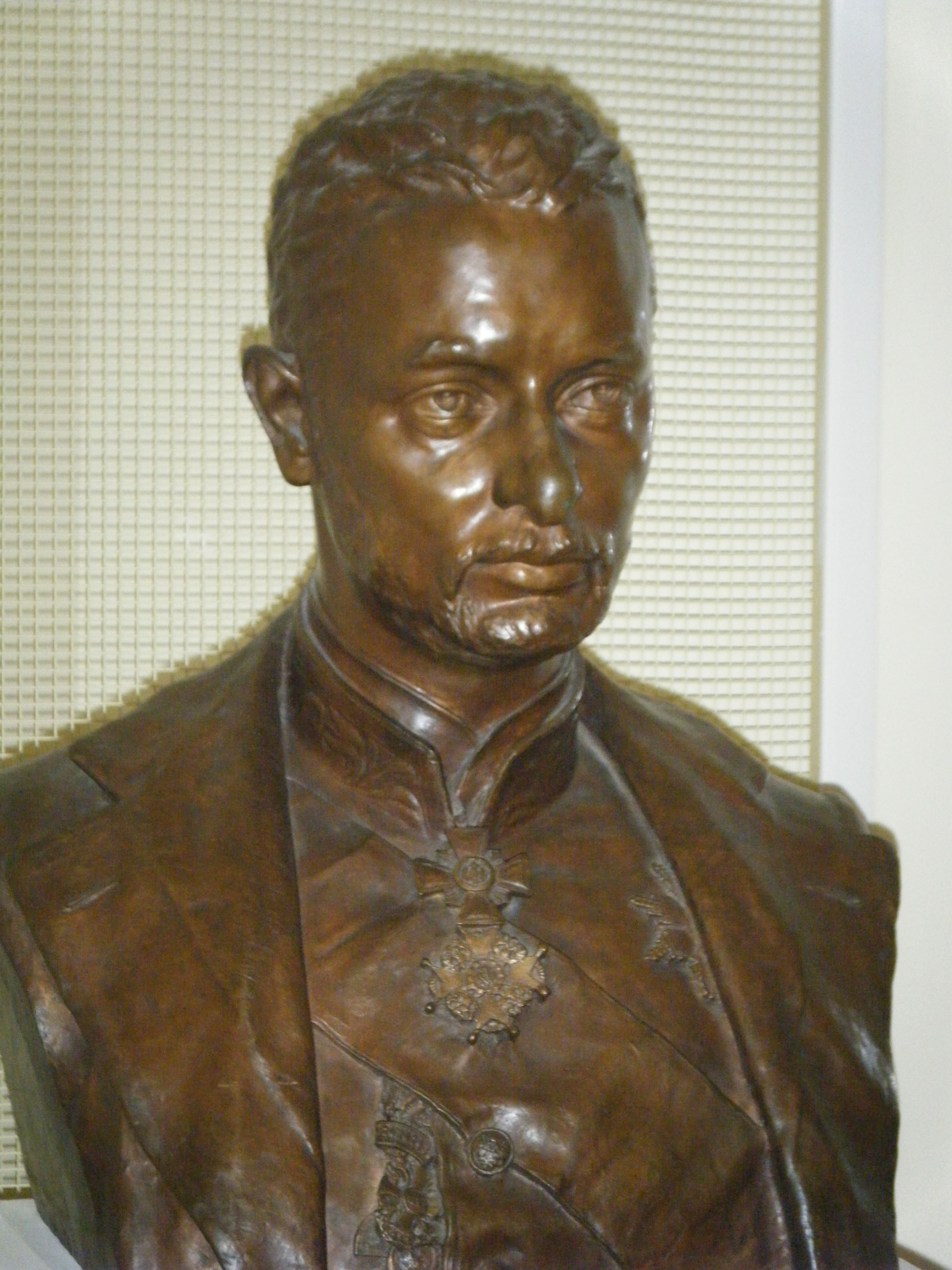
Samuil Poljakow, Bronzeskulptur im Staatlichen Historischen Museum in Moskau

Samuil Solmonowitsch Poljakow (auch Poljakoff, russisch Самуил Соломонович Поляков, genannt der Eisenbahnkönig; * 24. Dezember 1837jul. / 5. Januar 1838greg. in Dubrouna, Russisches Reich; † 7. Apriljul. / 19. April 1888greg. in St. Petersburg) war ein russischer Eisenbahn-Unternehmer (er erbaute ca. ein Viertel der damaligen russischen Bahnlinien, u. a. die Bender-Galatz Eisenbahn), Philanthrop und Wirklicher Russischer Staatsrat. Einer seiner wichtigsten Mitarbeiter war der Geologe und Bergbauingenieur Pjotr Gorlow.
Poljakow war zudem Mitgründer der jüdischen Berufsbildungsorganisation O.R.T., der er aus seinem Vermögen über 2 Millionen Rubel vermachte.
Er stammte aus einfachsten, ärmlichen Verhältnissen, erlernte zunächst das Schächtfach, wurde – ohne Beruf – jung und arm verheiratet und verrichtete zunächst die schwersten Dienste bei verschiedenen Lieferanten und Holzhändlern, bis es ihm wie dann auch seinen jüngeren Brüdern Jakow und Lasar gelang, sich zum geachteten Unternehmer emporzuarbeiten. Seine Spenden und Stiftungen waren zunächst für nichtjüdische Zwecke bestimmt, bis sich sein Verhalten nach Ausbruch der Judenverfolgungen 1881 grundlegend änderte (Spenden für eine jüdisch-religiöse Akademie in Petersburg, für die Errichtung der Großen Choral-Synagoge usw.)